# Matemáticas condensadas
Matemáticas condensadas es la denominación de una teoría desarrollada por Dustin Clausen y Peter Scholze, que tiene como objetivo unificar varios subcampos de las matemáticas, incluidas la topología, la geometría compleja y la geometría algebraica.

## Idea
La idea fundamental en el desarrollo de la teoría viene dada por la sustitución de los espacios topológicos por conjuntos condensados, que se definen más adelante. La categoría de los conjuntos condensados, así como las categorías relacionadas como las de grupos abelianos condensados, se comportan mucho mejor que la categoría de espacios topológicos. En particular, a diferencia de la categoría de los grupos topológicos abelianos, la categoría de grupos abelianos condensados es una categoría abeliana, lo que permite el uso de herramientas de álgebra homológica en el estudio de estas estructuras.
El marco de las matemáticas condensadas resulta ser lo suficientemente general como para que, considerando varios "espacios" con haces valorados en álgebras condensadas, se puedan incorporar la geometría algebraica, la geometría analítica p-ádica y la geometría analítica compleja.

## Definición
Un conjunto condensado es un haz de conjuntos sobre el lugar de los conjuntos profinitos, con la topología de Grothendieck dada por colecciones de aplicaciones finitas y conjuntamente sobreyectivas. De manera similar, un grupo condensado o un anillo condensado se definen como un haz de grupos o de anillos en este lugar.
A cualquier espacio topológico {\displaystyle X} se le puede asociar un conjunto condensado, habitualmente denotado como {\displaystyle {\underline {X}}}, que a cualquier conjunto profinito {\displaystyle S} asocia el conjunto de aplicaciones continuas {\displaystyle S\to X}. Si {\displaystyle X} es un grupo o anillo topológico, entonces {\displaystyle {\underline {X}}} es un grupo o anillo condensado.

## Historia
En 2013, Bhargav Bhatt y Peter Scholze introdujeron una noción general de "lugar pro-étale" asociado a un esquema arbitrario. En 2018, junto con Dustin Clausen, llegaron a la conclusión de que el lugar pro-étale de un solo punto, que es isomorfo al lugar de conjuntos profinitos presentados anteriormente, tiene una estructura lo suficientemente rica como para materializar grandes clases de espacios topológicos como haces en él. Otros desarrollos han llevado a una teoría de conjuntos condensados y de grupos abelianos sólidos, a través de la que se puede incorporar a la teoría la geometría no arquimediana.
En 2020, Scholze completó la prueba de un resultado que permitiría la incorporación del análisis funcional, así como de la geometría compleja, en el marco matemático condensado, utilizando la noción de espacios vectoriales líquidos. El argumento resultó ser bastante sutil y, para despejar cualquier duda sobre la validez del resultado, pidió a otros matemáticos que le proporcionaran un prueba formalizada y verificada. Durante un período de 6 meses, un grupo liderado por Johan Commelin verificó la parte central de la prueba utilizando la aplicación de demostración interactiva de teoremas Lean. A 14 de julio de 2022, se completó la prueba.
Casualmente, en 2019 Barwick y Haine habían introducido una teoría muy similar, denominada de los objetos picnóticos. Esta teoría está muy estrechamente relacionada con la de los conjuntos condensados, siendo las principales diferencias de naturaleza teórica de conjuntos: la teoría picnótica depende de una elección del universo de Grothendieck, mientras que las matemáticas condensadas se pueden desarrollar estrictamente dentro de los axiomas de Zermelo-Fraenkel.